# Limbi indo-iraniene
     Limbile indo-iraniene

Limbile indo-europene azi:
Limbile indo-iraniene

Limbile indo-iraniene sunt grupul cel mai de est al limbilor indo-europene, fiind considerate a fi unele dintre cele mai vechi limbi din această familie.
Ele își au originea în Afganistanul de astăzi și s-au despărțit când anumite grupuri de oameni au plecat spre vest, iar altele spre est.

### limbile indo-ariene
- limba sanscrită
- limba assameză
- limba bengaleză
- limba gujarati
- limba hindi
- limba maithili
- limba marathi
- limba nepaleză
- limba oriya
- limba pali
- limba punjabi
- limba romani
- limba sindhi
- limba singhaleză
- limba urdu

### limbi iraniene
- limba persană
- limba avestică (dispărută)
- limba pahlavi - "persană mijlocie"
- limba paștună
- limba dari
- limba tadjică
- limba osetă
- limba kurdă
- limba beluciană
- limba talîș
- limba tat